# Brezelbäckerei Ditsch
Die Brezelbäckerei Ditsch ist eine Bäckereikette aus Mainz, die deutschlandweit über 200 Filialen betreibt.

## Geschichte
Die Bäckerei Ditsch wurde 1919 vom Bäckermeister Wilhelm Ditsch und seiner Frau Christine als Bäckerei für Brezel und Laugengebäck in Mainz in der Löhrstraße 17 gegründet.
Sein Sohn Heinz Ditsch führte das Unternehmen ab 1952 weiter und begann mit dem mobilen Brezelverkauf bei Volksfesten. Peter Ditsch, Enkel des Firmengründers, rationalisierte die Herstellung der Brezelrohlinge, die bis dahin noch per Hand geschlungen worden waren, und entwickelte in Zusammenarbeit mit einem anderen Unternehmen die Brezelschlingmaschine. In den 1980er Jahren begann die Bäckerei Ditsch mit dem Aufbau eines Netzes von festen Verkaufsständen und Filialen. In dieser Zeit wurde auch der erste Brezelbackautomat in Mainz in Betrieb genommen. 1991 wurde das heutige Betriebsgelände in der Robert-Bosch-Straße in Mainz-Hechtsheim gekauft und der Firmensitz dorthin verlegt.
Neben Mainz gibt es auch noch eine Produktionsstätte in Oranienbaum, Sachsen-Anhalt. Beide Produktionsstätten sind zertifiziert nach dem International Food Standard IFS sowie dem British Retail Consortium (BRC).
Bis 2012 befand sich das Familienunternehmen in der dritten Generation und war auf über 400 Mitarbeiter angewachsen. Im September 2012 wurde das Unternehmen an die Schweizer Valora-Gruppe gegen ein Aktienpaket der Valora Holding AG im Wert von über 80 Millionen Euro veräußert. Der Produktionsstandort Mainz soll erhalten bleiben. Im Jahr 2019 wurde das 100-jährige Firmenbestehen gefeiert. Im Juli 2022 verkaufte Peter Ditsch die bis dahin von ihm gehaltenen Valora-Unternehmensanteile an den mexikanischen Konzern Fomento Económico Mexicano (FEMSA). Zudem machte FEMSA den Valora-Aktionären ein Angebot zum Kauf aller Aktien. Die Transaktion wurde am 7. Oktober 2022 abgeschlossen.
2018 wurden 635 Millionen Gebäckstücke produziert, 44 Prozent davon waren Brezeln.

## Filialen

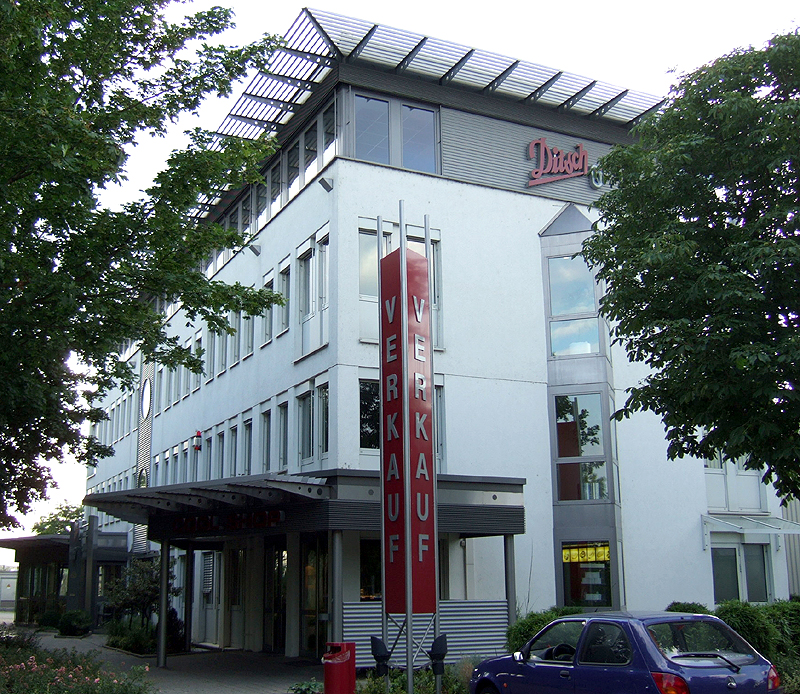
Ditsch-Zentrale in Mainz-Hechtsheim

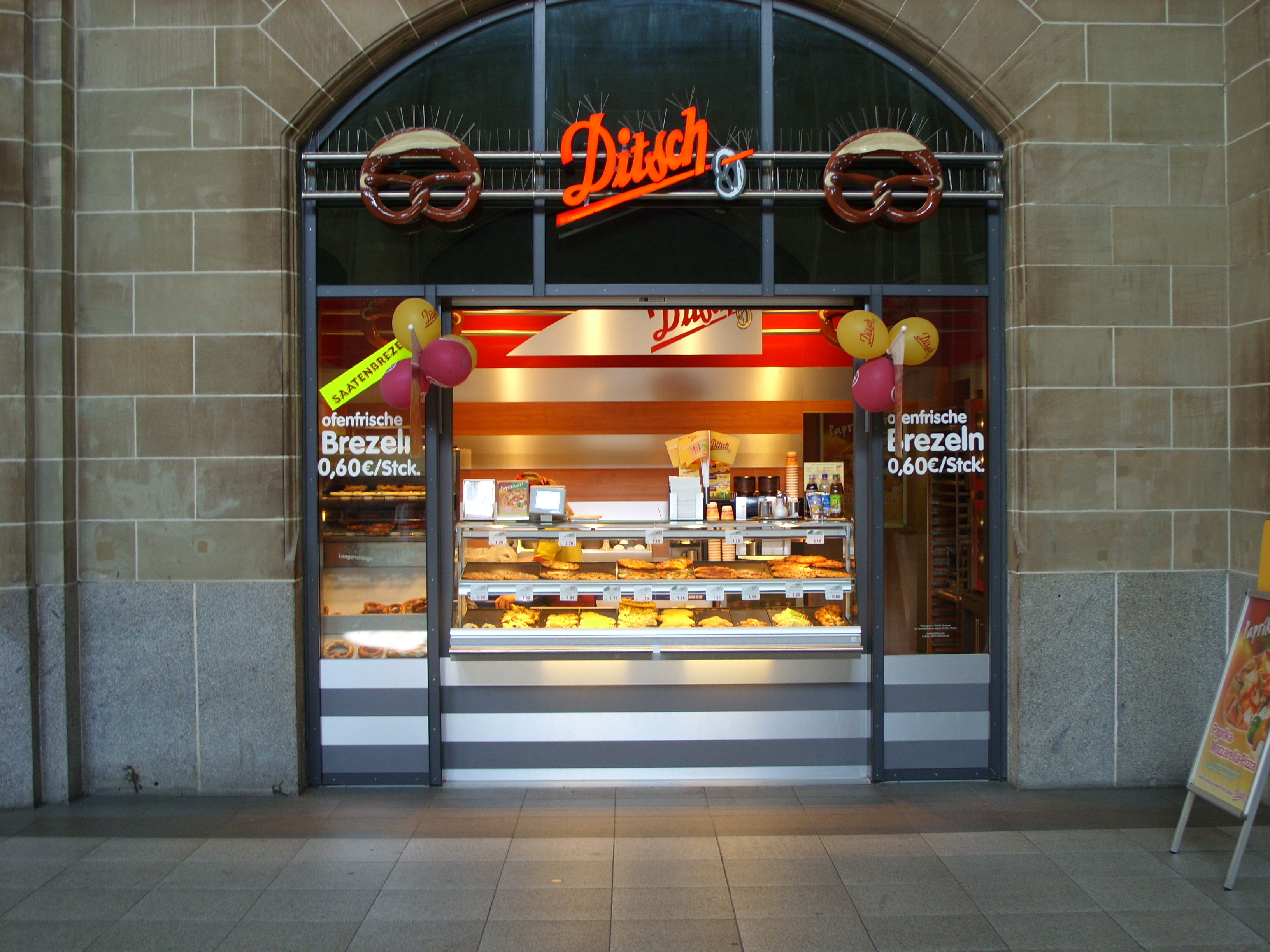
Ditsch-Filiale im Wiesbadener Hauptbahnhof

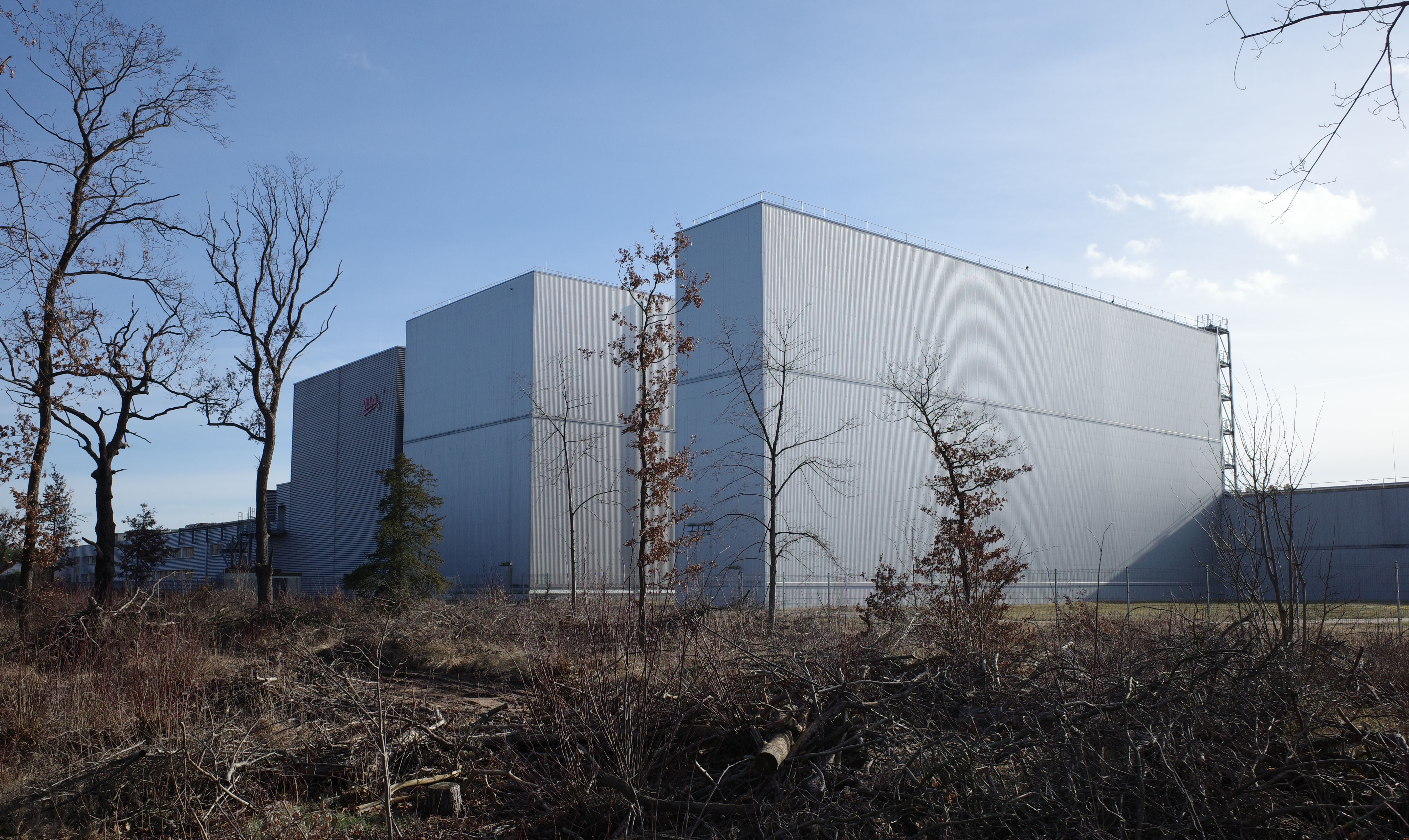
Produktionsstätte in Oranienbaum

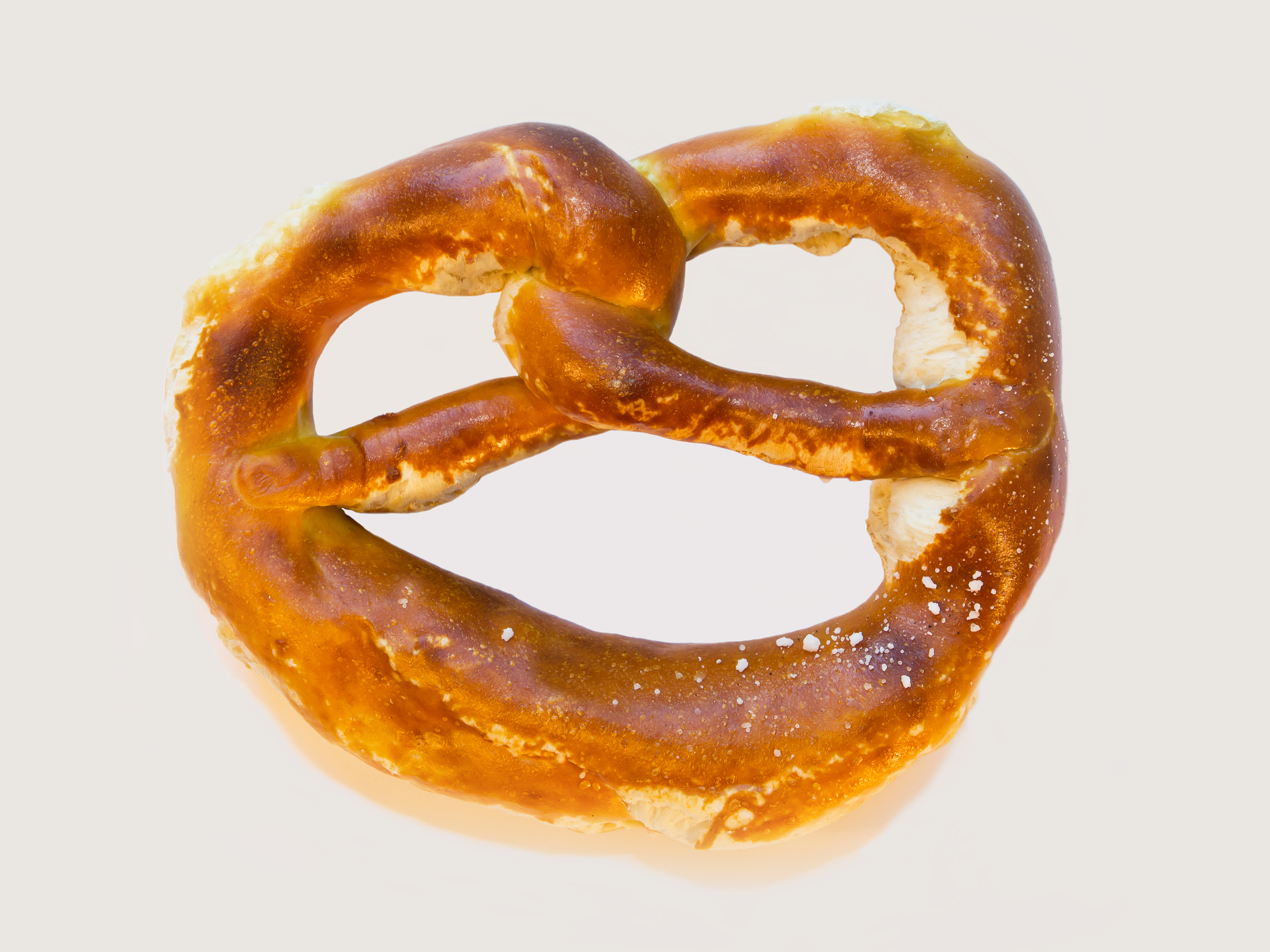
Eine Laugenbrezel von Ditsch

In ganz Deutschland findet man vor allem an Bahnhöfen, Einkaufszentren und in Fußgängerzonen Verkaufsfilialen der Brezelbäckerei.
Eine Zeitlang gab es eine Filiale in New York City. Im Jahr 2000 erwarb Ditsch den Schweizer Filialisten Brezelkönig vom Gründer Stephan Bosshard.
Im April 2025 eröffnete Ditsch die erste Filiale Österreichs am Wiener Hauptbahnhof.
Das Unternehmen lag 2014 auf Rang 43 der größten Unternehmen der Systemgastronomie in Deutschland.

## Weitere Absatzwege
Neben dem Filialgeschäft ist Ditsch auch im (Fach-)Handelsbereich tätig. Hier werden die Laugenprodukte, Croissants und Pizza an Großhändler verkauft, die diese Produkte dann weitervertreiben. Abnehmer sind in ganz Europa bzw. weltweit zu finden.
Ein weiterer Absatzweg der Brezelbäckerei ist seit 2006 der Lebensmitteleinzelhandel. Speziell für diesen Bereich werden diverse Laugenprodukte (Brezeln, Stangen, Brötchen), aber auch Croissants und Pizzen als TK-Teiglinge in Faltschachtel-Kartons und Plastikbeuteln bei diversen Super- und Großverbrauchermärkten deutschlandweit angeboten. Darüber hinaus beinhaltet das Sortiment auch tiefgefrorene, fertig gebackene Produkte, die entweder aufgetaut oder nur noch kurz im Backofen erwärmt werden müssen.

## Mitarbeiter- und Umsatzentwicklung
- 1978: 5 Mitarbeiter, Umsatz 300.000 DM
- 1991: 69 Mitarbeiter, 32 Mio. DM
- 1994: 95 Mitarbeiter, 50 Mio. DM
- 2004: 250 Mitarbeiter, 70 Mio. Euro
- 2009: 450 Mitarbeiter, 100 Mio. Euro
- 2013: 118 Mio. Euro
- 2014: 133 Mio. Euro

## Auszeichnungen
- 1990: Marktkieker, für richtungsweisende Leistungen, die im Backgewerbe vorbildlich sind, verliehen vom Fachmagazin „Back Journal“[12]
- 1996: Hamburger Preis, Ehrenpreis für Systemgastronomie der Zeitschrift „food service“
- 2004: Gesamtsieger des Unternehmerpreises „Innovativer Mittelstand“ der Volks- und Raiffeisenbanken
- 2006: Wirtschaftsmedaille des Landes Rheinland-Pfalz für Peter Ditsch